# Druskininkai
Druskininkai (in lingua russa: Друскининкай, in lingua polacca: Druskieniki, in lingua tedesca Druscheninken) è una città e stazione termale sul fiume Nemunas nel sud della Lituania, vicino al confine con Polonia e Bielorussia.
Fu abitata, fin dai primi secoli del medioevo, dalla tribù degli Jatvingi, mentre nel corso del XIII secolo fu conquistata dai Lituani. La prima fonte scritta che attesti la presenza della città risale al 1636.